# Hexatoma (Eriocera) acrostacta
Hexatoma (Eriocera) acrostacta is een tweevleugelige uit de familie steltmuggen (Limoniidae). De soort komt voor in het Oriëntaals gebied.